# 스칼드스카파르 먀다르

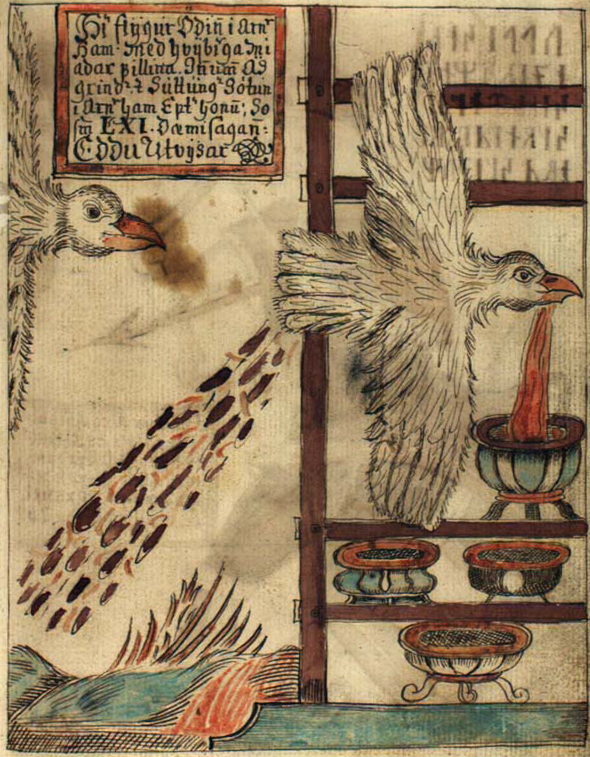
오딘이 수퉁그에게 쫓기면서 봉밀주를 여러 그릇에 나누어 뱉고 있다.

스칼드스카파르 먀다르(고대 노르드어: skáldskapar mjaðar→시예의 봉밀주)는 노르드 신화에 나오는 음료로, 이것을 마시는 이는 누구든 스칼드 시인 또는 학자가 되어 모든 정보를 외우고 모든 질문에 대답할 수 있다고 한다. 스노리 스투를루손이 쓴 〈시어법〉 제5장에 그 이야기가 전해온다.

## 이야기

### 발단
아스-반 전쟁이 끝나고 나서 에시르들과 바니르들은 통 속에 침을 뱉음으로써 평화 조약을 마무리지었다. 그리고 조약의 상징으로 그들은 그 침으로 크바시르라는 인간을 만들었다. 크바시르는 너무 똑똑해서 대답하지 못하는 질문이 없었다. 그는 세계를 돌아다니면서 인류에게 지식을 전수했다. 어느날 퍌라르와 갈라르라는 드베르그들이 크바시르를 초대했다. 두 드베르그는 크바시르를 잡아 죽이고 그의 피를 통 두 개에 나누어 담은 뒤 꿀을 섞어 봉밀주를 빚었다. 이렇게 해서 만들어진 봉밀주가 스칼드스카파르 먀다르이다.

### 전개

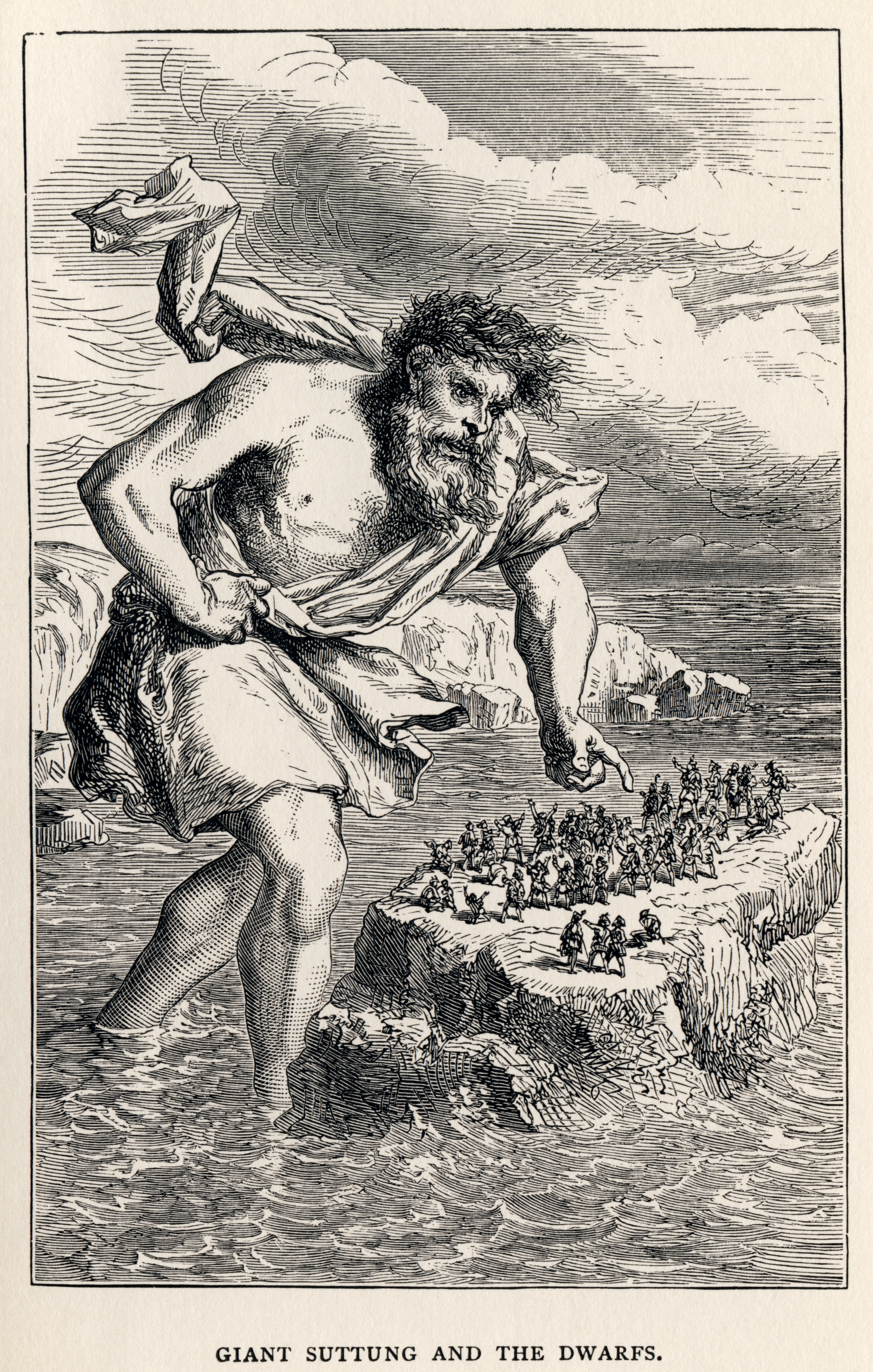
드베르그들을 죽이겠다고 위협하는 수퉁그

그 뒤에 퍌라르와 갈라르는 요툰 길링(Gilling)과 그 아내를 초대했는데, 그들은 길링을 바다로 데려간 뒤 배를 뒤집어 길링을 빠뜨려 죽였다. 두 드베르그는 그 뒤 집으로 돌아가서 길링의 아내에게 그 이야기를 떠벌렸고, 그녀는 슬픔에 거꾸러져 울었다. 퍌라르가 그녀에게 남편이 죽은 곳을 보여주겠다고 했고, 길링의 아내가 퍌라르를 따라 나가면서 문지방을 넘어가려는 순간 갈라르가 그녀의 머리 위에 돌덩어리를 떨어뜨려 죽였다.
길링의 아들 수퉁그가 여차저차 사정을 알게 되었고, 그는 드베르그들을 잡아다 물이 얕게 덮여 있는 암초 위에다 내다 버렸다. 드베르그들은 목숨을 구걸하면서 부모의 목숨값으로 봉밀주를 주겠다고 했다. 수퉁그는 그 제안을 받아들였고, 스캴드스카파르 먀다르를 넘겨받아 흐니트뵤르그(Hnitbjǫrg)라는 곳에 보관하고 자기 딸 군늘로드에게 지키게 했다.

### 결말

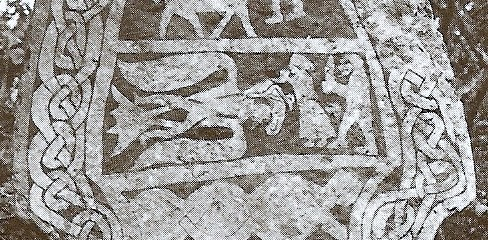
예탈란드의 암각화. 수리로 변신한 오딘이 봉밀주를 훔쳐가는 모습을 묘사하고 있다(수리에게 수염이 나 있음에 주목).

어느날 오딘이 꼴을 베는 머슴 아홉 명을 만나 그들에게 낫을 갈아주겠다고 했다. 오딘의 숫돌이 워낙 잘 들었기에 머슴들은 그 숫돌을 사고 싶어했다. 오딘이 숫돌을 공중에 던지자 머슴들은 서로 자기가 차지하려 싸우며 서로의 목에 낫을 찍고 모두 죽었다.
그리고 오딘은 바우기의 집에서 하룻밤을 묵었는데, 바우기는 수퉁그의 형제였다. 바우기는 오딘에게 얼마 전에 자기 머슴들이 서로 싸우다 다 죽어버렸는데 아직 새로 머슴을 구하지 못해 곤란하다고 불평했다. 오딘은 이때 볼베르크라는 가명을 자칭하고 있었는데, 바우기에게 수퉁그의 봉밀주를 한 모금 마시는 것을 대가로 자기가 일을 해주겠다고 제안했다. 바우기는 승낙했고, 수퉁그를 설득해 보겠다고 했다. 볼베르크는 그 해 여름동안 약속한 대로 일을 했고, 겨울이 되자 바우기에게 품삯으로 약속한 봉밀주를 요구했다. 바우기와 볼베르크는 수퉁그를 찾아갔지만 수퉁그는 봉밀주 한 방울도 내줄 수 없다고 거절했다.

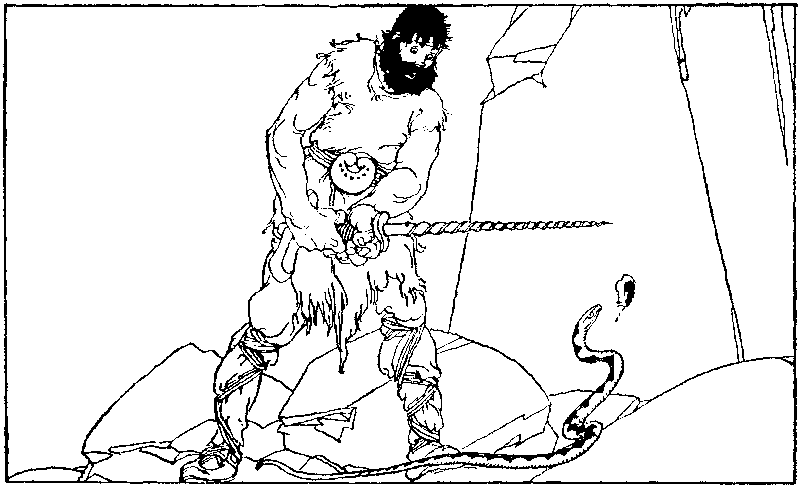
윌리 포가니의 1920년 그림.

그러자 볼베르크는 바우기에게 라티라는 송곳을 주고 이 송곳으로 흐니트뵤르그 산에 구멍을 뚫어 달라고 했다. 바우기가 구멍을 뚫자 볼베르크는 뱀으로 변신해 그 안으로 미끄러져 들어갔다. 속았다는 것을 안 바우기는 송곳으로 뱀을 찍어버리려 했지만 헛수고였다.
볼베르크는 군늘로드를 만나 3일 밤낮을 보내고 봉밀주를 세 모금 마셨다. 그러나 한 모금을 마실 때마다 술독 하나가 통째로 비워졌고, 모든 술독을 비운 볼베르크는 수리로 변신해 날아가 버렸다. 전말을 알게 된 수퉁그도 수리로 변신해 도둑놈을 쫓아갔다. 에시르가 이 꼴을 보고 술독들을 꺼내 왔고, 수리로 변신한 오딘은 날아가면서 그 술독들에 봉밀주를 뱉어냈다. 그러나 수퉁그가 너무 바짝 쫓아와서 오딘은 술 몇 방울을 흘렸고, 이것을 “엉터리 시인의 몫”이라는 뜻으로 "스칼드피플라 흘루트"(skáldfífla hlutr)라고 불렀다. 시예에 재능이 있는 사람은 오딘이 술독에 옮겨담은 제대로 된 봉밀주를 받을 수 있었다.

## 같이 보기
- 소마 (음료)
- 미미스브룬느
- 브라단 파서

## 참고 자료
- 소마 - 인도 신화의 불사주
- 브라단 페사 - 켈트 신화의 "지혜의 연어"